# P-90
Pour les articles homonymes, voir P90.

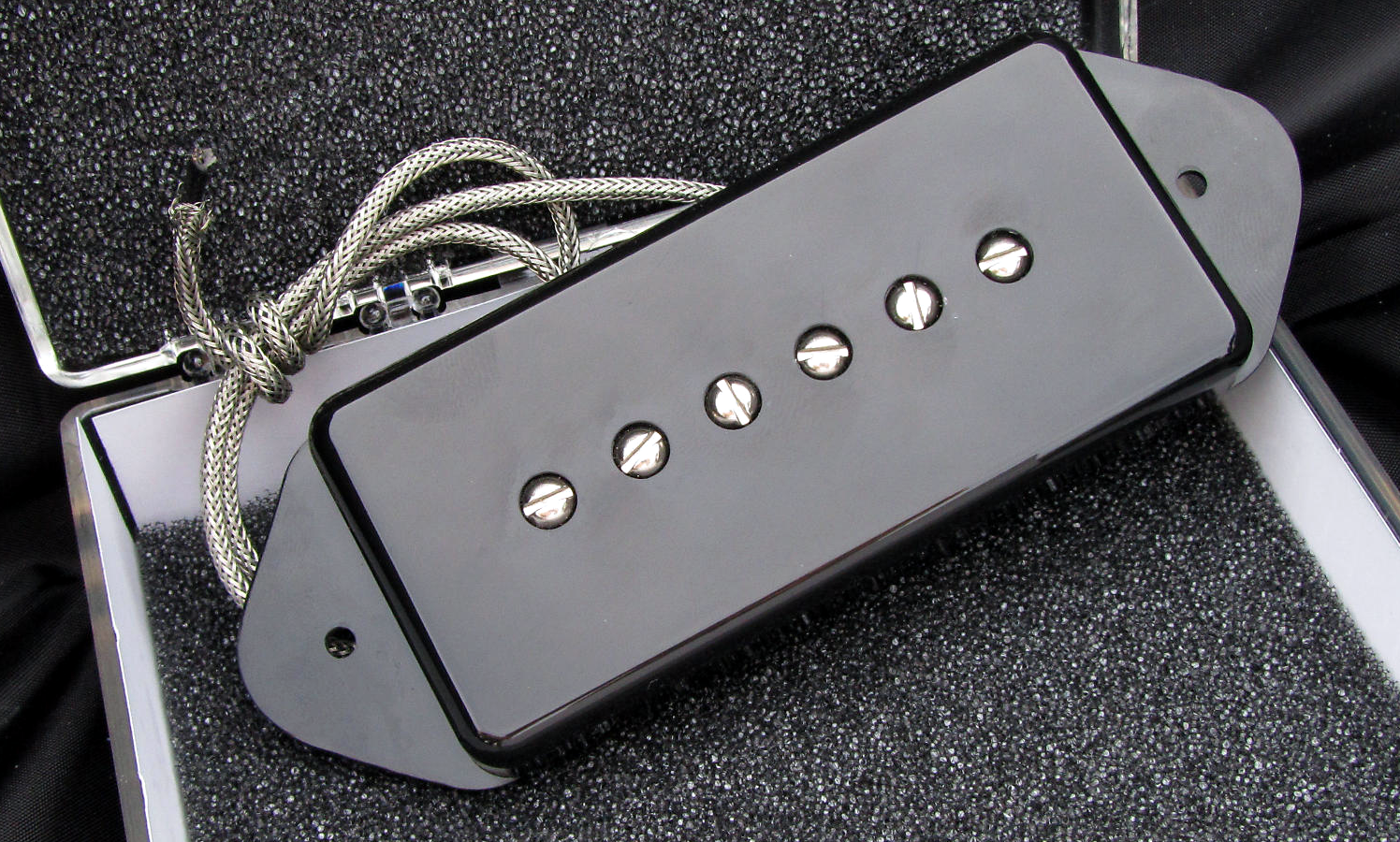
Micro P-90 forme "Dogear"

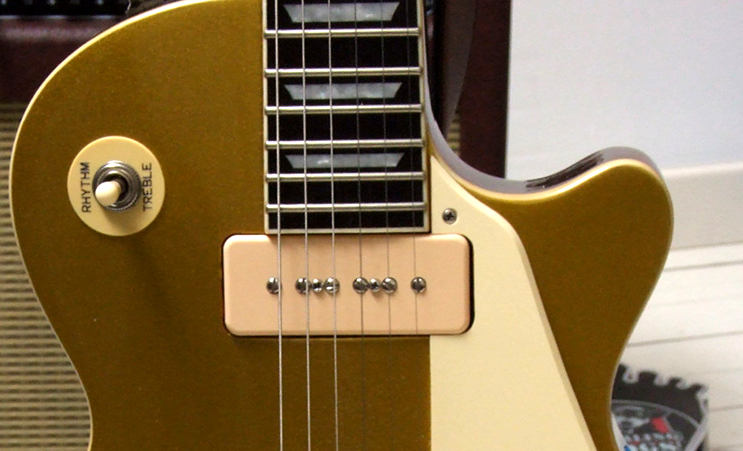
Micro P-90 forme "Soapbar"

Le P-90 est un micro à simple bobinage pour guitare électrique inventé en 1946 par Gibson pour succéder à l'encombrant micro dit « Charlie Christian » qui équipait depuis 1936 les premières guitares électriques de la firme. Il est toujours produit aujourd'hui. D'une conception différente des bobinages simples de Fender, le micro de Gibson est parfois confondu avec un humbucker en raison de sa largeur. D'autres fabricants produisent le P-90 qui se décline en deux catégories nommées d'après la forme du cache : le soap bar (savonnette) et le dog ear (oreille de chien).

## Histoire
Les premiers micros magnétiques créés par la marque Gibson (en 1935) sont très encombrants. Ils sont notamment munis de deux gros aimants fixés sous la table de la guitare perpendiculairement à la bobine et occupent presque tout l'espace entre la touche et le chevalet. En 1939, leur concepteur (Walter Fuller) propose un nouveau modèle équipé de deux aimants de plus petite taille, placés sous la bobine, l'ensemble étant ainsi beaucoup plus compact, logé dans un capot métallique. Ce nouveau modèle est également muni de plots réglables individuellement en hauteur (un sous chaque corde), alors que le précédent disposait uniquement d'une barrette fixe sous les cordes. Ce modèle qui fait l'objet d'un dépôt de brevet en juillet 1940, est le précurseur direct du P-90. Il est installé notamment sur l'ES-150 en 1940, en position chevalet pour disposer de plus d'aigus.
A la fin de la guerre, Gibson relance la production de guitares électriques, équipées d'une version modernisée du micro de 1939, avec un capot de plastique noir : le P-90. Il est donc introduit dès 1946 et remplace les anciens micros utilisés avant la Seconde Guerre mondiale sur l'ensemble de la gamme électrique (essentiellement les ES-100, ES-125, ES-150, ES-250 et ES-300). Le P-90 devient le micro de tous les modèles jusqu'au début des années 1950, y compris la Les Paul en 1952.
Le règne du P-90 chez Gibson est toutefois assez court puisque le micro PAF utilisant le concept révolutionnaire du humbucker commence à le remplacer dès 1957. Le P-90 continue d'équiper les modèles les moins onéreux comme les ES-125, ES-225T puis ES-330, et les Les Paul dites Junior et Special, remplacées par les SG Junior et Special. Gibson utilise toujours des P-90 sur ses instruments durant les années 1960, et en 1968 commercialise même une reprise de la Les Paul Goldtop originale avec des P-90.
Au début des années 1970, il cesse d'être proposé sur la plupart des modèles de la gamme Gibson, qui privilégie alors l'utilisation systématique de micros à double bobinage. Le P-90, dont le nom commercial est Laid Back à cette époque est essentiellement proposé sur des rééditions comme en 1972 avec la 58 Reissue (basée sur une Goldtop de 1954 car en 1958 la Les Paul était déjà équipée de humbuckers), et la Black Beauty dont le P-90 en position chevalet côtoie un micro P-480 souvent appelé Alnico ou staple en position manche. En 1974, le P-90 apparait sur la Les Paul ´55, une réédition de la Les Paul Special de l'époque, puis en 1976, sur sa version  double-cutaway et en 1978, sur la Les Paul Pro Deluxe. Le nombre d'exemplaires issus de ces éditions spéciales est néanmoins assez réduit. Depuis, Gibson utilise toujours le P-90 sur certains modèles, dont ses rééditions de modèles des années 50 et 60.

## Construction et Variantes

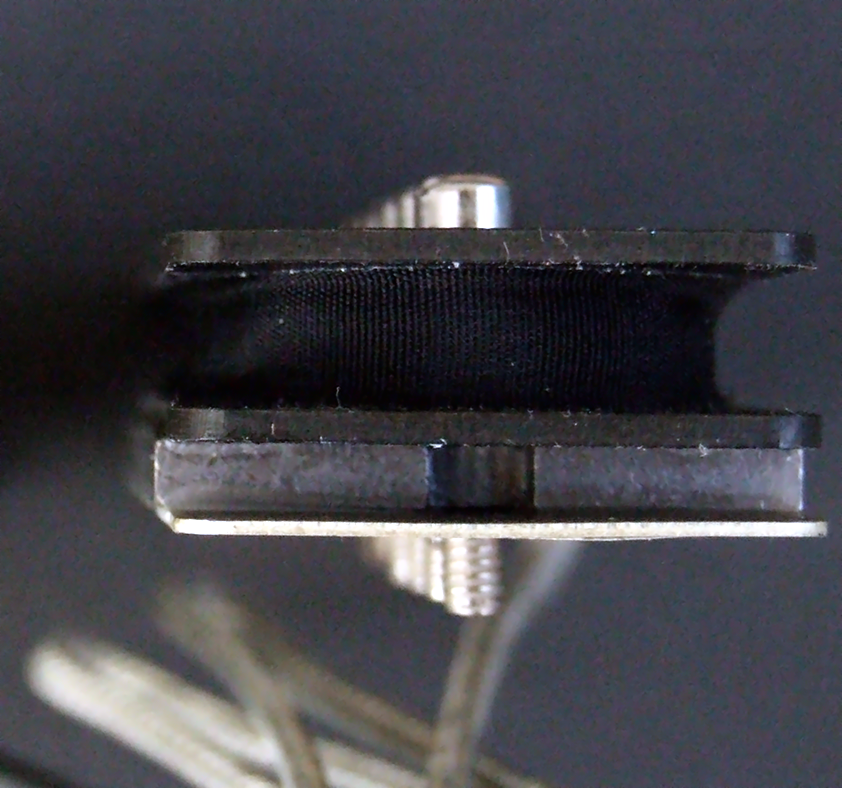
Vue de profil de la structure

Le P-90 est un micro à simple bobinage équipé de deux aimants en position horizontale placés perpendiculairement aux cordes sous la bobine inductrice, en opposition magnétique et en contact avec une pièce polaire dans laquelle sont vissés les 6 plots réglables de fer doux. Le bobinage du P-90 est assez large et plat, créant un champ magnétique particulièrement large lui aussi.

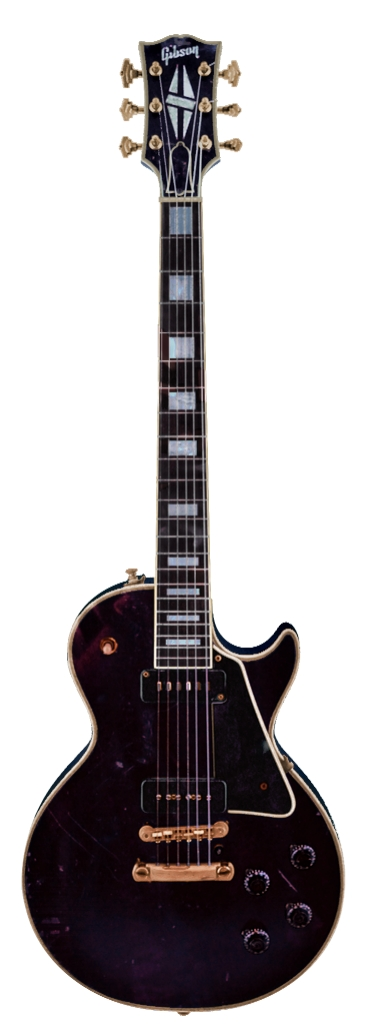
Les Paul Custom équipée d'un P-480 près du manche et d'un P-90 de type "soap bar" près du chevalet

Il existe deux formats de P-90 :
Dog earOriginellement, les P-90 sont vissés directement dans le bois de la table par l'intermédiaire de leur platine métallique, couverte par un capot en plastique (couramment nommé « dog ear » en relation avec ses extrémités triangulaires qui rappellent les oreilles d'un chien). Ce mode de fixation ne permet pas de réglage global de la hauteur du micro sous les cordes, mais un réglage individuel reste possible grâce aux pôles vissés (à l'exception de la ES-125 qui est équipée de pôles fixes jusqu'en 1950). Ce format est utilisé pour les guitares à caisse creuse et certains modèles d'entrée de gamme comme la Les Paul Junior. Les mêmes micros sont présents sur les modèles Epiphone, en particulier l'Epiphone Casino du milieu à la fin des années 1960.
À partir de fin 1962, ce modèle est proposé avec un capot métallique sur la Gibson ES-330. Ce capot modifie notablement le son du P-90 en calmant son agressivité et en atténuant les fréquences aiguës.
Soap barÀ la sortie du modèle Les Paul, une version dite « soap bar » (c'est-à-dire « savonnette », nom lié à sa forme rectangulaire à angles arrondis, de couleur crème sur les premiers modèles) est mise au point, permettant de fixer le micro par le dessous dans le corps plein de la guitare et de le rendre réglable en hauteur. Par la suite, Gibson développe une plaque métallique fixée au fond de la cavité qui devient la pièce de fixation standard des P-90 Gibson pour guitares « solid bodies ».

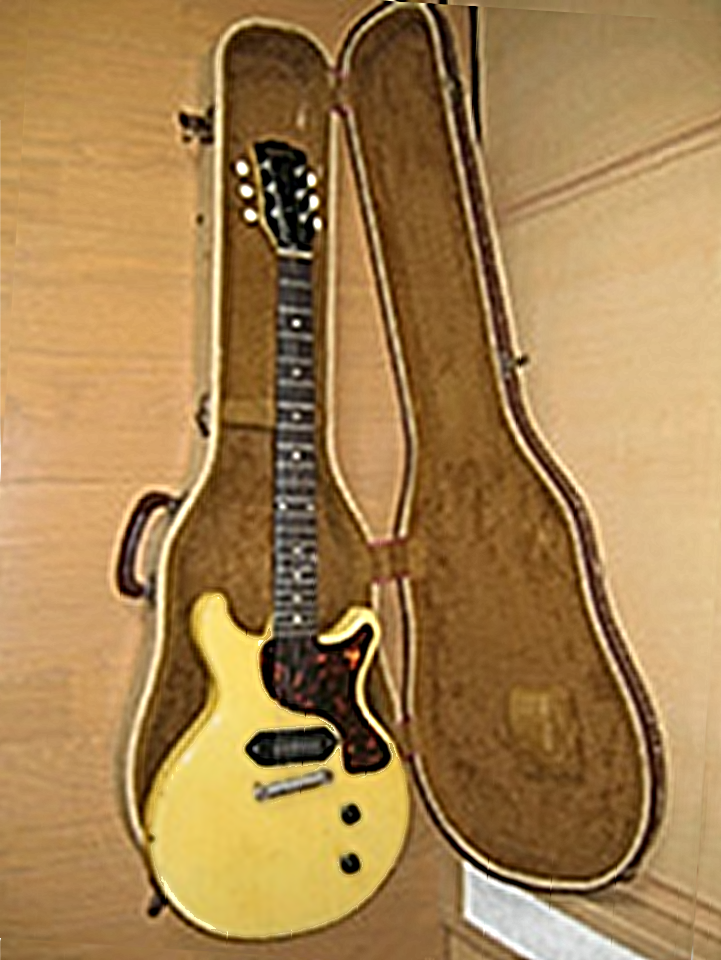
Les Paul Junior DC équipée d'un P-90 de type "dog ear"

On peut également citer le P-480 qui est une évolution du P-90. Il est utilisé en remplacement du P-90 pendant quelques années sur les modèles à caisse creuse de la marque, et associé à un P-90 comme micro « rhythm » sur les premiers modèles de Gibson Les Paul Custom de 1954 à 1957. Extérieurement, ces deux micros sont de même format, mais le P-480 est de conception plus complexe avec des plots dont la partie visible est rectangulaire faisant penser à des agrafes (d'où son surnom « staple pickup »). L'idée de Seth Lover, son concepteur, était de permettre un niveau de sortie plus élevé, pour améliorer le rapport signal/bruit en conséquence.
Enfin, le modèle P-94 de Gibson est un bobinage simple aux dimensions du humbucker de la marque, permettant de l'installer sur une guitare équipée d'origine d'un Humbucker sans modification de la guitare .

## Son
Le fait que le P-90 est un micro à bobinage simple lui confère un son un peu plus clair et transparent que celui des humbuckers, même s'il n'est pas aussi brillant que celui d'un micro de Stratocaster, en raison de la largeur plus importante de son champ magnétique. Le P-90 est aussi un micro particulièrement dynamique très sensible au toucher du guitariste. Une bonne présence des fréquences moyennes le rend populaire parmi les groupes de rock progressif et de rock psychédélique.
Les premiers P-90 sont bobinés par des machines à commande manuelle et, en fonction du nombre de tours et de la tension du fil de bobine, leur restitution sonore varie d’un micro à l’autre. Jason Lollar a mesuré des impédances globalement entre 6.5kΩ et 8.2kΩ. Dès 1946, les premières versions utilisent des aimants Alnico 3 mais depuis 1957, Gibson utilise des aimants Alnico 5.

## Versions modernes
Le P-90, avec son bobinage simple, est sensible aux perturbations électromagnétiques environnantes, et est notamment susceptible de capter le bruit parasite du 50/60 Hz du secteur. Plusieurs fabricants proposent des modèles qui réduisent ce problème :
- Seymour Duncan, avec le STK-P1 qui préserve la tonalité tout en retirant le bruit.
- DiMarzio propose plusieurs déclinaisons brevetées du P-90, avec le DiMarzio SoapBar DP167 et plusieurs modèles humbuckers en essayant de conserver  le son des modèles originaux[5],[6].
- Gibson produit le P-100, qui est en gros un P-90 muni de deux bobines superposées, extérieurement semblable au P-90. Le bruit est réduit mais le son s'écarte du P-90 original.
- Fishman Fluence Greg Koch P90. Le son P90 traditionnel authentique tout en éliminant leurs inconvénients tels que le bruit, la rétroaction acoustique, les problèmes de ronflette et d'inductance causés par les câbles de guitare, les entrées d'ampli et d'effets

## Guitaristes utilisant le P-90
- Wes Montgomery, guitariste de jazz
- Les Paul, guitariste de jazz
- Pete Townshend - Gibson SG, sur Tommy
- John Lennon - Epiphone Casino, sur Revolver et au début de sa carrière solo
- George Harrison - Epiphone Casino
- Paul McCartney - Epiphone Casino - divers solos des Beatles, Taxman, Ticket To Ride, etc.
- Leslie West de Mountain
- Carlos Santana - sur ses trois premiers albums
- Neil Young - Les Paul Goldtop qu'il surnomme Old Black avec un P-90 en position manche, ainsi que d'autres Goldtops pour ses tournées Greendale et Freedom of Speech
- Justin Trosper de Unwound and Replikants
- Ron Asheton P90's Reverend sur reverend Ron Asheton Signature
- Robby Krieger des Doors - Gibson SG avec P-90, l'instrument a été volé à la fin de la période des Doors
- Mick Jones de The Clash - Double cutaway Gibson Les Paul Junior avec un P-90 position chevalet
- Matthew Bellamy de Muse - guitare Manson argentée, sur Origin of Symmetry
- Mike Oldfield - Gibson SG Junior - Présente en particulier sur Ommadawn.
- Mike Ness de Social Distortion - Gibson Les Paul Deluxe de 1976 avec des P-90 Seymour Duncan Antiquity
- Billie Joe Armstrong de Green Day - Gibson Les Paul Junior avec un P-100 de Gibson en position chevalet
- Johnny Thunders de New York Dolls - Les Paul Special et Les Paul Junior avec des P-90
- Maria McKee (ancienne chanteuse de Lone Justice) - Les Paul Special avec des P-90, en particulier sur son album Life is Sweet (1996)
- Mike McCready - SG Junior avec P-90 en position chevalet en 1998. Depuis 2005, il utilise une Double Cut Les Paul Special avec un P-90 en position chevalet. Utilisé entre autres pour l'album Pearl Jam.
- Tony Iommi - 1965 Gibson SG Special, avec un P-90 recouvert de chrome en position chevalet et un John Birch Simplux a manche. Utilisé sur les six premiers albums de Black Sabbath.
- Alan Wilson de Canned Heat, Les Paul Gold Top , notamment lors de Woodstock et son dernier concert à Kralingen (1970)
- David Gilmour - généralement associé au Fender Stratocaster, il utilise pourtant une Les Paul Goldtop sur le célèbre solo de Another Brick In The Wall (Part II) de l'album The Wall de Pink Floyd, ou sur 5 A.M. sur son album solo "Rattle that lock" ainsi que sur quelques autres titres
- Nick Valensi - joue sur une Epiphone Riviera avec des P-94 de Gibson.
- Steve Hunter et Dick Wagner - Les Paul Special avec des P-90 sur l'album live de Lou Reed, Rock 'n' Roll Animal (1973)
- Simon Townshend - Stratocaster modifiée avec des P-90
- Dean DeLeo - ´57 TV Les Paul Special
- Inoran - son modèle signature chez ESP utilise des P-90
- Richard Thompson - Les Paul Goldtop pour l'album Liege & Lief.
- Carl Barât des The Libertines - Melody Maker
- Louis Bertignac - Gibson SG Junior de 1964/65, modifiée avec une touche plus longue par les frères Jacobacci (luthiers bien connus) pour masquer le tenon du manche, dévoilé par la suppression du pickguard, mais toujours avec son P-90 d'origine, depuis quasi ses débuts (achetée en 1974 alors qu'il accompagnait Jacques Higelin) jusqu'à maintenant.
- Peter Tosh - The Wailers, Gibson Les Paul special 1960 DC (double cut) avec 2 p-90.
- Bob Marley - The Wailers, Gibson Les Paul special 1960 SC (single cut) avec 2 p-90. micros couramment utilisé dans le Reggae.
- Jim Adkins, guitariste de Jimmy Eat World jouant sur un modèle signature Fender Jim Adkins JA-90 Telecaster Thinline équipé de 2 P-90 Seymour Duncan
- Pete Doherty, utilise lors de ses concerts solo une Epiphone Olympic avec un seul micro(single cut) p-90 monté au chevalet. Il utilise aussi depuis ses débuts des Epiphone Coronet équipées de micros p90.
- Deryck whibley, Fender Telecaster 72 BK Deluxe utilise 1x Seymour Duncan (Sum 41)